# Masih Alinejad

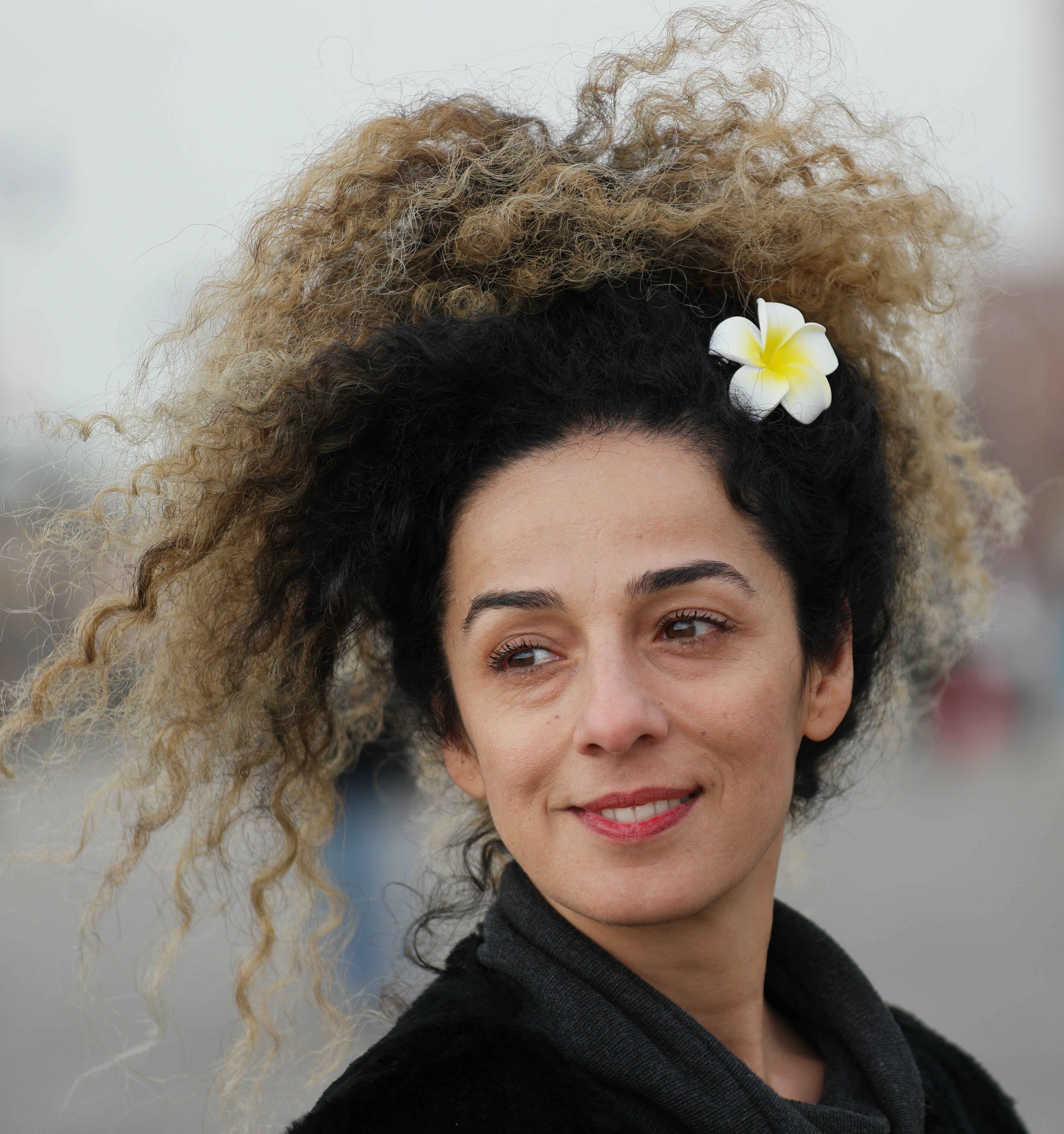
Masih Alinejad, 2018

Masih Alinejad (persisch مسیح علی‌نژاد Masih ʿAli-Nežād), geborene Masoumeh Alinejad–Ghomi (persisch معصومه علی‌نژاد قمی, DMG Maʿṣūme ʿAlī-Nežād-e Qomī; * 11. September 1976 in Ghomikola in Babol, Iran) ist eine iranisch-US-amerikanische Journalistin, Autorin und Frauenrechtlerin und lebt in den USA. Für ihre Arbeit, die sich kritisch mit den Menschen- und insbesondere Frauenrechten in der Islamischen Republik Iran befasst, wurde sie vielfach ausgezeichnet.

## Leben
Masih Alinejad wurde als Masoumeh Alinejad in einem kleinen Dorf im Norden Irans namens Ghomikola (auch Qomi Kola) geboren und musste schon als Kind einen Hidschāb tragen. Ihr Vater bestand darauf, dass sie einen Tschador trug. Im Alter von sechzehn Jahren legte Alinejad diesen trotz der Einwände ihres Vaters ab und trug ein einfaches Kopftuch und lange Kleidung. Mit 19 Jahren heiratete sie einen Dichter, der ihr erlaubte, das Kopftuch unter seiner Obhut abzulegen. Sie verwendet den selbstgewählten Vornamen Masih (persisch für Messias oder „Gesalbter“). Sie war schon in jungen Jahren bewusst politisch.
Alinejad ließ sich scheiden und lebte in London, wo sie 2007 einen Abschluss in Kommunikationswissenschaften der Oxford Brookes University erlangte und als Journalistin arbeitete. Masih Alinejad heiratete erneut, lebt seit 2014 mit ihrem Mann in New York City und arbeitet als Moderatorin und Produzentin bei VOA Persian Service, als Korrespondentin für Radio Farda, als regelmäßige Mitarbeiterin für Manoto Television und als Redakteurin für IranWire.

## Politisierung in Iran
Masih Alinejad wurde 1994 in Iran verhaftet, weil sie regierungskritische Flugblätter produziert hatte. 2001 begann sie dann ihre journalistische Laufbahn bei der lokalen Tageszeitung Hambastegi, danach bei der iranischen Arbeitsnachrichtenagentur (ILNA).
Während des sechsten und siebten Parlaments war Alinejad Parlamentsberichterstatterin und deckte 2005 als Journalistin einer liberalen Zeitung mehrere Korruptionsskandale in Iran auf. Infolge dieser Berichterstattungen wurde sie aus dem Parlament entlassen und ihr wurde vorgeworfen, sexuelle Kontakte zu Parlamentsmitgliedern zu haben.
Im Jahr 2008 schrieb Alinejad in der Tageszeitung Etemad-e Melli einen außergewöhnlich kritischen Artikel mit dem Titel Song of the Dolphins, in dem sie die Anhänger von Mahmud Ahmadineschad mit hungrigen Delfinen verglich, die Geräusche machen und unterhaltsame Darbietungen aufführen, um ihrem Trainer einen Bissen zu stehlen. Daraufhin zwangen einige Unterstützer von Präsident Ahmadineschad den Direktor der Zeitung Mehdi Karroubi, einen relativ beliebten und mächtigen Politiker und Geistlichen des Establishments, sich öffentlich dafür zu entschuldigen.
Während ihres Aufenthalts in den Vereinigten Staaten im Sommer 2009 nahm sie an einigen iranischen Anti-Regierungs-Protesten teil und hielt eine Rede in San Francisco, in der sie zu den iranischen Behörden sagte: „We have trembled for thirty years, now it is your turn to tremble.“ (deutsch: „Wir haben dreißig Jahre lang gezittert, jetzt seid ihr an der Reihe zu zittern.“) Ihr Interview mit Voice of America wurde zusammen mit Teilen ihrer Videos mit dem Titel A Storm of Fresh Air gezeigt.
2010 gründete sie mit einer Gruppe iranischer Schriftsteller und Intellektueller die Stiftung IranNeda.
2019 verklagte Alinejad die iranische Regierung, da sie und ihre Familie laut ihr von dieser belästigt wurden.

## Politisches Wirken
Masih Alinejad hat als Aktivistin von den USA aus mit zahlreichen öffentlichkeitswirksamen Kampagnen auf die Unterdrückung von Frauen durch die Islamische Republik Iran aufmerksam gemacht. Ihr Hauptanliegen ist es, Frauen zu Wort kommen zu lassen und diesen durch ihre Kampagnen eine Stimme zu geben. Seit 2014 forderte sie Politikerinnen, die nach Iran reisten, dazu auf, das Tragen des dort vorgeschriebenen Hidschāb zu verweigern.
Ihr Bruder verbüßt gemäß ihren Worten in Iran eine achtjährige Haftstrafe, da er seine Schwester „nicht öffentlich im Fernsehen verleumden wollte“.
Alinejad unterstützte die durch den gewaltsamen Tod von Mahsa Amini ausgelösten Protest in Iran seit September 2022 mit ihrer Reichweite in den sozialen Medien, um Aufnahmen zu teilen.

### My Stealthy Freedom
Alinejad begann 2013 alte Fotos von sich selbst, aufgenommen in Iran, die sie ohne Hidschāb zeigten, auf Facebook zu veröffentlichen. Dazu stellte sie die Frage, ob andere Frauen jemals ihren Hidschāb bzw. ihr Kopftuch abgelegt und dies dokumentiert hätten. Das Verwenden eines Hidschāb ist in Iran seit der Revolution von 1979 nach islamischem Recht vorgeschrieben, und wer dagegen verstößt, muss mit Geld-, Prügel- oder Gefängnisstrafen rechnen. Daraufhin erhielt sie Tausende von Fotos, Videos und Nachrichten von Frauen, die sich ebenfalls über das Gesetz hinweggesetzt hatten und gründete die Facebook-Seite My Stealthy Freedom („Meine heimliche Freiheit“). Unter dem Hashtag #mystealthyfreedom, begann sie Fotos von Frauen zu veröffentlichten, die in der Öffentlichkeit den Hidschāb ablegten. Es entstand aus der Kampagne eine Bewegung und die Facebook-Seite hatte bis 2016 mehr als 1 Million Interaktionen.

### White Wednesdays
Ihre daraufhin begonnene Kampagne White Wednesdays („Weiße Mittwoche“) rief Frauen in Iran dazu auf, gegen die obligatorische Verschleierung zu protestieren, indem sie jeden Mittwoch auf der Straße ein weißes Kopftuch tragen. Jeden Mittwoch positionieren sich seither Frauen gegen den Zwangs-Hidschāb, indem sie an diesem Tag etwas Weißes tragen. Alinejad berichtete, dass ihr an einem Tag über 90 Videos zugeschickt wurden. Mit dieser Protestform möchte sie die politische Bedeutung dieses Kleidungsstück in den Fokus rücken: „Für mich ist der Hidschāb nicht nur ein kleines Stück Stoff. Wenn wir anfangen, ihn abzulegen, dann wird es die Islamische Republik nicht mehr geben.“

## Im Visier des iranischen Geheimdienstes
2021 wurden in den USA vier Mitglieder eines mutmaßlichen iranischen Spionagenetzwerks unter dem Vorwurf angeklagt, ein Entführungskomplott gegen eine iranische Dissidentin geplant zu haben. Das Opfer sollte entsprechend den Plänen aus ihrem Wohnsitz in New York gekidnappt, in einem Motorboot auf hohe See und dann nach Venezuela gebracht werden, das freundschaftliche Beziehungen zum iranischen Regime unterhält. Alinejad bestätigte Medien gegenüber, dass es sich bei der Zielperson um sie selbst gehandelt hatte. Sie sei bereits lange zuvor vom FBI über das geplante Komplott gegen sie informiert und ihre Familie über Monate an geheimen Zufluchtsorten untergebracht worden.
Im Sommer 2022 hielt die Polizei einen Autofahrer an, der sich zuvor zwei Tage lang auf verdächtige Weise vor Alinejads Wohnsitz in Brooklyn herumgetrieben hatte. In seinem Wagen fanden die Beamten ein geladenes AK-47-Sturmgewehr sowie mehr als 60 Schuss Munition. Die US-Justiz klagte in dem Zusammenhang drei Männer an unter dem Vorwurf, gegen Bezahlung durch das iranische Regime einen Auftragsmord an Alinejad geplant zu haben.

## Werke
Nach der Präsidentschaftswahl in Iran 2009 veröffentlichte sie einen Roman mit dem Titel A Green Date.
Im Jahr 2018 veröffentlichte sie ein Buch mit dem Titel The Wind in My Hair, das sich mit ihren Erfahrungen befasst, als sie in Iran aufwuchs, wo sie schrieb, dass Mädchen “[…] are raised to keep their heads low, to be unobtrusive as possible, and to be meek” (deutsch: „[…] dazu erzogen werden, den Kopf niedrig zu halten, so unauffällig wie möglich und sanftmütig zu sein“).

## Veröffentlichungen in deutscher Übersetzung
- Der Wind in meinem Haar. Mein Kampf für die Freiheit iranischer Frauen. Alibri Verlag, Aschaffenburg 2021, ISBN 978-3-86569-340-2.

## Filme
- 2021: Mit wehenden Haaren gegen die Mullahs von Nahid Persson Sarvestani